# Ceratosauria
Ceratosauria ("ceratosauři") byli skupinou dravých teropodních dinosaurů, definovaných jako "všichni teropodi sdílející bližšího společného předka s rodem Ceratosaurus než s ptáky. Typovým rodem je právě severoamerický Ceratosaurus, objevený již v poslední čtvrtině 19. století.

## Systematické zařazení
Byli vývojově primitivnější než tetanury, jsou však zřejmě jejich sesterskou skupinou. Patří sem především teropodi jižní polokoule. Skupina Ceratosauria se dělí na dvě podskupiny - Ceratosauridae a Abelisauroidea. Dříve sem byla řazena také početná skupina Coelophysoidea a Dilophosauridae, ta však patří podle novějších výzkumů na bázi (k vývojovému základu) teropodů. Není tedy jisté, zda do této skupiny lze řadit taxony jako je Liliensternus, Halticosaurus, Velocipes apod. V roce 2018 byl stanoven nový klad ceratosaurů Etrigansauria.

## Popis
Skupina čítá zhruba 45 druhů dinosaurů. Všichni kráčeli vzpřímeně po silných pánevních končetinách, hrudní končetiny měli relativně krátké. Někteří měli na hlavě podivuhodně tvarované hřebeny, nebo rohy, jež pravděpodobně neužívali v soubojích, ale sloužili jim k přivábení partnerky v době páření. Velikostně se jedná o skupinu rozmanitou, zahrnující malé rody s délkou do 1 metru, jako byl čínský Limusaurus až po velké predátory, jako byl argentinský Carnotaurus, který dorůstal délky kolem 9 metrů.

## Taxonomie
- Infrařád Ceratosauria
  - Chuandongocoelurus
  - Elaphrosaurus (pravděpodobně čeleď Noasauridae)
  -  ?Fosterovenator
  -  ?Lukousaurus
  - Limusaurus (pravděpodobně čeleď Noasauridae)
  - Saltriovenator
  - Čeleď Ceratosauridae[5]
    - Ceratosaurus
    - Genyodectes

  - Nadčeleď Abelisauroidea
    - Genusaurus
    - Ozraptor
    - Spinostropheus
    - Tarascosaurus
    - Čeleď Abelisauridae
    - Čeleď Noasauridae

## Galerie

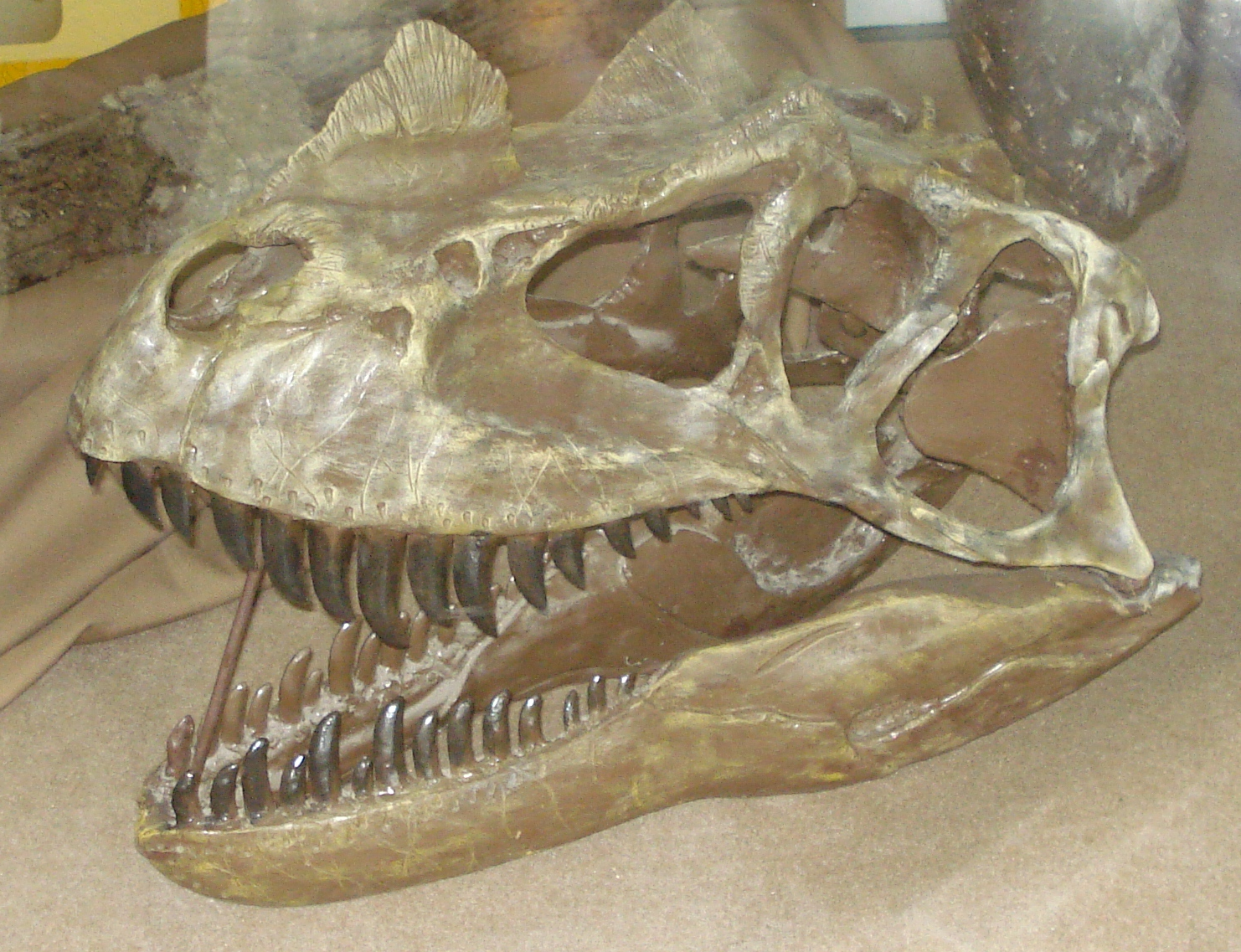
Lebka ceratosaura
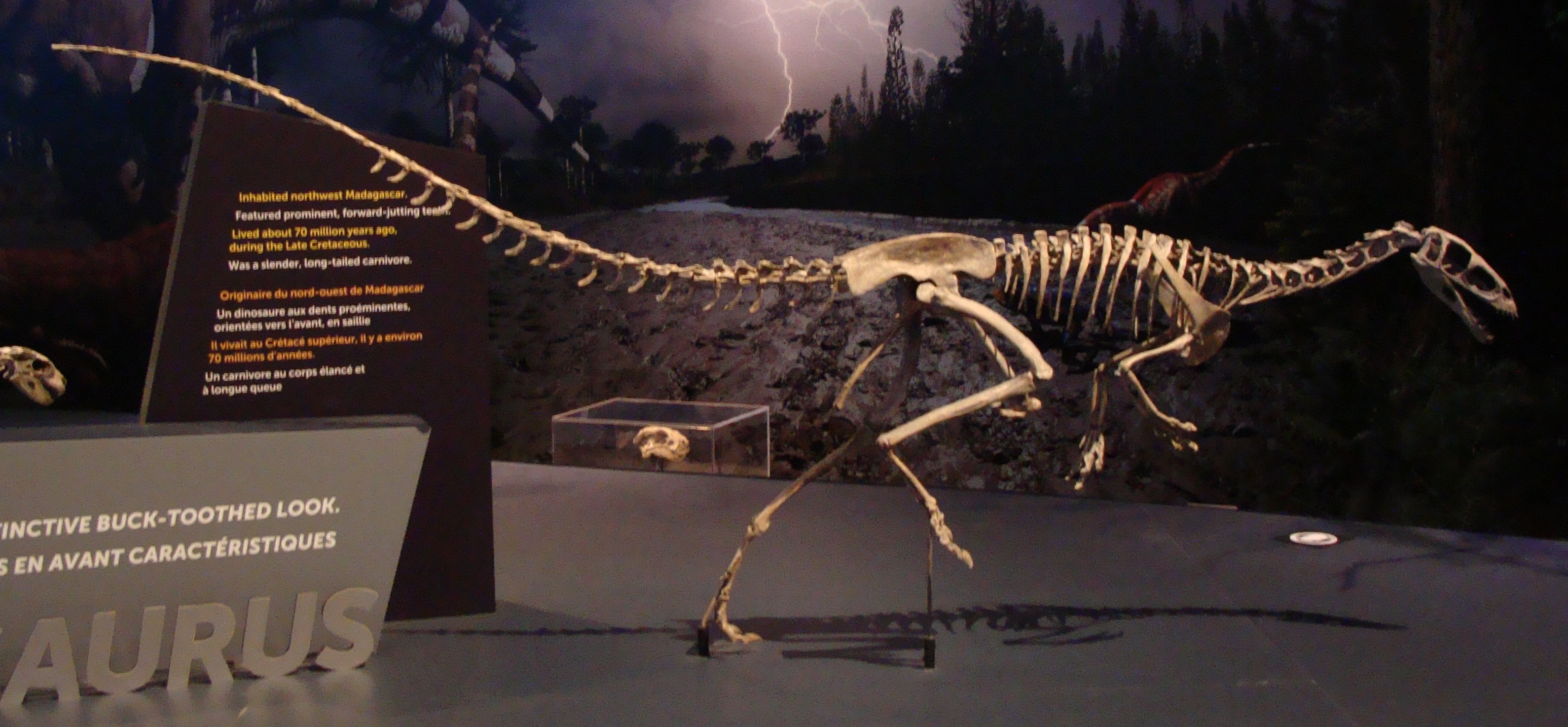
Kostra dinosaura rodu Masiakasaurus
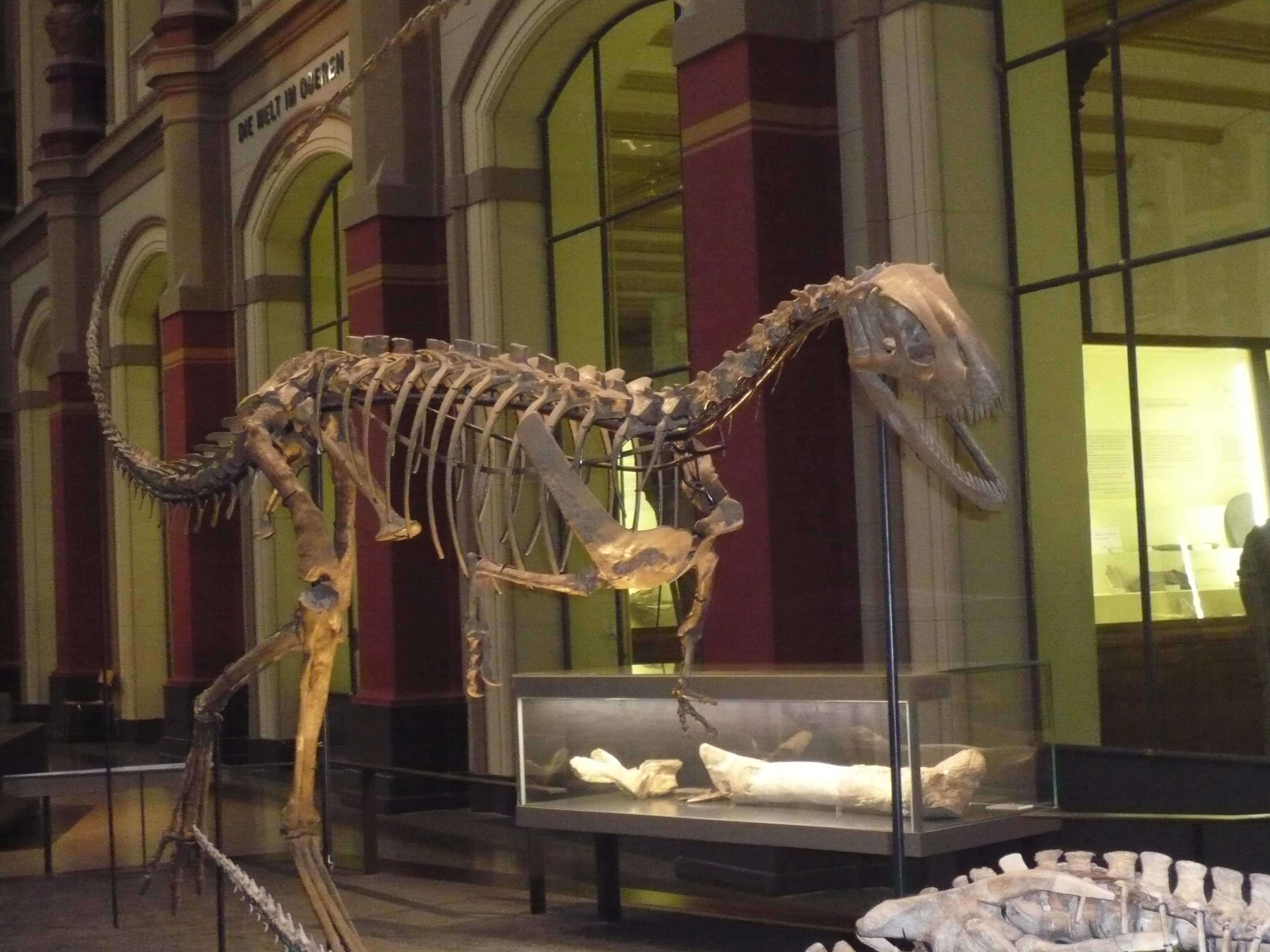
Kostra elafrosaura